# Governo Orban II
Il governo Orban II è il ventiquattresimo esecutivo della Repubblica di Romania dopo la rivoluzione romena del 1989, il quinto dell'VIII legislatura.

## Cronologia del mandato

### Incarico
Il precedente governo Orban I, sostenuto dal Partito Nazionale Liberale (PNL), fu sfiduciato dal parlamento il 5 febbraio 2020, in seguito ad un tentativo di riforma della legge elettorale per le amministrative che fu contestato dall'opposizione, rappresentata principalmente dal Partito Social Democratico (PSD).
Nonostante la fine del suo governo, il 6 febbraio il presidente della repubblica Klaus Iohannis incaricò nuovamente lo stesso premier uscente Ludovic Orban di formare un nuovo esecutivo, con l'obiettivo di seguire la previsione costituzionale che disciplinava l'organizzazione di elezioni anticipate, realizzabili solamente nel caso in cui il parlamento avesse respinto consecutivamente due premier proposti dal capo di Stato (art. 89 della costituzione della Romania). Il PSD si appellò contro la nomina alla Corte costituzionale, che il 24 febbraio deliberò l'incostituzionalità della designazione di Orban, in quanto il presidente avrebbe dovuto indicare un primo ministro in grado di formare una nuova maggioranza e non invocare intenzionalmente le procedure di scioglimento del parlamento. Il 25 febbraio, vista la decisione della corte e scaduto il termine di 15 giorni previsto dal regolamento delle camere per l'investitura di un nuovo governo, Orban rassegnò le proprie dimissioni dall'incarico di primo ministro designato.
Il 26 febbraio Iohannis indicò quale nuovo premier il ministro delle finanze Florin Cîțu, sempre in area PNL, in un nuovo tentativo di sciogliere le camere. Il 12 marzo la Corte costituzionale si espresse su un ricorso formulato dall'avvocato del popolo contro un'ordinanza di governo che avrebbe reso possibile l'organizzazione di elezioni anticipate in giugno, riducendo da 90 a 50 giorni dallo scioglimento delle camere il termine per la data di nuove elezioni. I giudici decretarono illegittima la legge, rendendo impossibile la celebrazione del voto parlamentare in estate, come desiderato dal PNL e dalla presidenza della repubblica. Alla luce dei nuovi eventi politici e dell'esplosione della pandemia di COVID-19 in Romania, il 12 marzo, stesso giorno previsto per il voto d'investitura, Cîțu rinunciò al ruolo di premier designato, lasciando il posto ad una figura che sarebbe stata in grado di costruire una maggioranza politica.
Il 13 marzo Iohannis incaricò ancora una volta Ludovic Orban che, visto il contesto di crisi dovuto alla gestione dell'emergenza sanitaria in atto, che aveva colpito direttamente tre parlamentari PNL e aveva costretto all'isolamento domiciliare lo stesso premier, il 14 marzo riuscì ad ottenere l'investitura da parte del parlamento (286 voti favorevoli e 23 contrari), con il sostegno persino del PSD, che riconobbe la necessità di un governo titolare. La squadra di governo, confermata integralmente rispetto al precedente esecutivo, prestò giuramento al presidente della Romania nella stessa giornata. La cerimonia ebbe luogo osservando speciali misure di sicurezza per evitare la diffusione dell'epidemia, quali l'utilizzo di guanti e disinfettanti e il rispetto della distanza tra gli individui. Subito dopo il giuramento il presidente della repubblica dichiarò l'istituzione dello stato d'emergenza nel paese a partire dal 16 marzo.

#### Critiche alle nomine della squadra di governo
Il presidente del PSD Marcel Ciolacu affermò che il suo partito aveva votato l'investitura del governo solamente per senso di responsabilità e che, superata l'emergenza sanitaria, sarebbe tornato a condurre un'opposizione totale contro il PNL. Il leader di PRO Romania, Victor Ponta, dichiarò che il suo gruppo aveva votato contro l'investitura del governo, in segno di protesta contro la gestione della crisi da parte di Orban e del ministro della salute Victor Costache.

### Gestione della pandemia di COVID-19
Il 9 marzo il paese sospese tutti i voli da e per l'Italia e introdusse l'obbligo di quarantena per i viaggiatori provenienti dai paesi maggiormente colpiti dall'infezione. Il governo chiuse le scuole e le università già l'11 marzo, la federazione calcistica stabilì la sospensione del campionato il 12 marzo, mentre il 16 marzo la proclamazione dello stato d'emergenza per trenta giorni da parte del capo di Stato diede all'esecutivo maggiori poteri. Il 17 marzo una prima ordinanza militare trasferì tutte le forze di polizia locale sotto il controllo diretto del ministero degli interni e sbloccò fondi e procedure per l'assunzione diretta di personale medico. Il 21 marzo il ministero degli interni presentò una seconda ordinanza militare, che impose limiti alla circolazione nelle ore notturne, dispose la cessazione di diverse tipologie di attività economiche nei centri commerciali e chiuse le frontiere ai cittadini stranieri non residenti. Il 24 marzo il ministero pubblicò un'ulteriore ordinanza che estendeva i limiti alla circolazione all'intera giornata, obbligando i cittadini a giustificare i motivi per cui si trovavano in strada, mentre le persone oltre i 65 anni sarebbero potute uscire di casa solamente nella fascia oraria 11-13.
Il 19 marzo il governo rese note le prime misure di sostegno a imprese e cittadini. Oltre a rinviare le scadenze di numerose dichiarazioni fiscali previste per il mese di marzo e sospendere le operazioni di pignoramento, lo Stato si sarebbe fatto carico dei costi legati alla cassa integrazione dei dipendenti, ai permessi di malattia per la quarantena e l'isolamento e agli speciali permessi concessi ai genitori costretti a rinunciare alle giornate di lavoro per accudire i figli. Fu annunciato il rimborso dell'IVA alle imprese per 9 miliardi di lei e maggiorato di 5 miliardi il fondo di garanzie e prestiti per le piccole e medie imprese.
Il 25 marzo il ministro della salute Victor Costache annunciò che l'intera popolazione di Bucarest sarebbe stata sottoposta al test per la COVID-19, sul modello adottato dalla Corea del Sud. La dichiarazione, tuttavia, colse di sorpresa il primo ministro, per le scarse possibilità di effettiva realizzazione della misura. Il 26 marzo, quindi, Costache presentò le proprie dimissioni, risultato anche delle polemiche dei giorni precedenti scaturite dalla grave mancanza di materiale medico essenziale negli ospedali e dal caos generale nella gestione della situazione da parte del ministero. Il caso più lampante di cattiva amministrazione fu quello dell'ospedale distrettuale di Suceava, diventato un focolaio di infezione e costretto alla chiusura, con il trasferimento dei pazienti in altre strutture. Orban indicò in sostituzione di Costache il segretario di stato Nelu Tătaru, già a capo del gruppo di lavoro del ministero della salute per la gestione della crisi di coronavirus.

### Attività del governo
Il mandato fu caratterizzato dalla gestione della crisi sanitaria, che ebbe ripercussioni su numerose iniziative dell'esecutivo. Giunto quasi alla fine della legislatura, il 6 novembre 2020 il governo presentò un rapporto sulle proprie realizzazioni. Il PNL si vantò di aver rivisto l'OUG 114/2019 emanata dal precedente governo, eliminando le accise su carburanti, riducendo le imposte sui contratti di lavoro part-time e cancellando le sovrattasse per le compagnie del settore bancario, energetico e delle telecomunicazioni.
Tra i piani d'investimento, il partito sottolineò di aver lanciato il più grande programma degli ultimi trent'anni «Ricostruiamo la Romania» («Reclădim România»), che nel solo 2020 avrebbe avuto un valore del 7% del PIL. In base alle stime del governo nei primi dieci mesi dell'anno erano state versate nell'economia risorse supplementari per 68 miliardi di lei. 38 miliardi (pari al 3,4% del PIL) per misure di sostegno alle aziende e ai loro dipendenti colpiti dalla crisi economica scaturita dalla pandemia, e 30 miliardi (pari al 2,9% del PIL) per programmi di garanzia in favore delle aziende che necessitavano liquidità. A questi si aggiungevano altri 8,9 miliardi per spese direttamente legate alla gestione della crisi sanitaria. La maggior parte delle misure fu finanziata con fondi europei. Secondo il governo nel periodo novembre 2019-ottobre 2020 erano stati percepiti dalla Commissione europea contributi per 6 miliardi di euro.
Il 26 novembre 2020 fu presentato anche il piano nazionale di recupero e resilienza (Planul național de Redresare și Reziliență), valutato 30 miliardi di euro nei successivi due anni.
L'impatto dell'epidemia ebbe comunque un effetto sull'economia paese. Secondo i dati preliminari del governo il PIL nel 2020 si contrasse del 3,8% (a fronte di una crescita nel 2019 di circa il 4%), mentre il deficit pubblico arrivò a toccare l'8,6% del PIL. Per evitare l'aggravarsi della situazione della spesa pubblica, nell'agosto 2020 il governo varò un'ordinanza d'urgenza che prevedeva una maggiorazione delle pensioni del 14% a partire dal mese successivo, a fronte del 40% previsto dalla legge adottata dal parlamento nel 2019. La Corte costituzionale riconobbe la validità della legge per la maggiorazione del 40%, ma la norma rimase senza applicazione. Il ministro delle finanze Cîțu dichiarò che, se fosse entrata in vigore, le agenzie di rating avrebbero declassato la Romania al livello junk.

### Elezioni del 2020 e dimissioni di Orban
Le elezioni locali del settembre 2020 ebbero effetto sulla squadra di governo. Il ministro dell'ambiente Costel Alexe, eletto presidente del consiglio del distretto di Iași, infatti, abbandonò l'incarico governativo il 5 novembre. Al suo posto fu indicato Mircea Fechet.
L'impatto maggiore, tuttavia, venne dalle successive elezioni parlamentari del mese di dicembre. Lo spoglio del voto, che vedeva il PSD in vantaggio sul PNL di quasi 5 punti, restituì un risultato molto distante dalle previsioni del partito. In seguito ad un colloquio con il capo di Stato Klaus Iohannis, nella sera del 7 dicembre l'inattesa sconfitta elettorale spinse Ludovic Orban a rassegnare le proprie dimissioni da primo ministro. Pur rinunciando al ruolo, Orban avrebbe in ogni caso fatto parte della delegazione del partito nelle negoziazioni per la formazione di un nuovo governo di centro-destra. In sua sostituzione fu indicato provvisoriamente il ministro della difesa Nicolae Ciucă.
Nelle sue prime dichiarazioni il nuovo premier ad interim affermò che nell'immediato il governo si sarebbe concentrato sulla gestione della pandemia, sull'applicazione della strategia nazionale per la vaccinazione, sulla chiusura del bilancio per il 2020 e sulla preparazione di quello per il 2021.

## Sostegno parlamentare
Il governo Orban II fu un monocolore minoritario PNL, sostenuto esternamente anche da altre forze parlamentari. Al momento dell'investitura il partito disponeva di 82 deputati su 329 (pari al 24,9% dei seggi alla camera dei deputati della Romania) e di 31 senatori su 136 (pari al 22,8% dei seggi al senato della Romania)
Al momento del voto di fiducia del 14 marzo 2020, il sostegno parlamentare al governo si poteva riassumere come segue:
| Camera              | Collocazione | Partiti                                                                                       | Seggi     |
| ------------------- | ------------ | --------------------------------------------------------------------------------------------- | --------- |
| Camera dei deputati | Maggioranza  | PSD (132), PNL (82), USR (27), UDMR (21), Minoranze etniche (17), PMP (15), Indipendenti (14) | 308 / 329 |
| Camera dei deputati | Opposizione  | PRO (21)                                                                                      | 21 / 329  |
| Senato              | Maggioranza  | PSD (70), PNL (31), USR (13), Indipendenti (13), UDMR (9)                                     | 136 / 136 |
| Senato              | Opposizione  |                                                                                               | 0 / 136   |

## Composizione
| Carica                                                             | Titolare                                        | Titolare                                | Partito |
| ------------------------------------------------------------------ | ----------------------------------------------- | --------------------------------------- | ------- |
| Primo ministro                                                     |                                                 | Ludovic Orban (fino al 7 dicembre 2020) | PNL     |
| Primo ministro                                                     | Nicolae Ciucă (ad interim; dal 7 dicembre 2020) |                                         | PNL     |
| Vice Primo ministro                                                |                                                 | Raluca Turcan                           | PNL     |
| Ministro dell'istruzione e della ricerca                           |                                                 | Monica Anisie                           | PNL     |
| Ministro dell'economia, dell'energia e del commercio               |                                                 | Virgil Daniel Popescu                   | PNL     |
| Ministro degli affari esteri                                       |                                                 | Bogdan Aurescu                          | Ind.    |
| Ministro degli affari interni                                      |                                                 | Marcel Vela                             | PNL     |
| Ministro della difesa nazionale                                    |                                                 | Nicolae Ciucă                           | PNL     |
| Ministro delle finanze                                             |                                                 | Florin Cîțu                             | PNL     |
| Ministro del lavoro e della protezione sociale                     |                                                 | Violeta Alexandru                       | PNL     |
| Ministro dei lavori pubblici, lo sviluppo e l'amministrazione      |                                                 | Ion Ștefan                              | PNL     |
| Ministro dell'ambiente, delle acque e delle foreste                |                                                 | Costel Alexe (fino al 5 novembre 2020)  | PNL     |
| Ministro dell'ambiente, delle acque e delle foreste                | Mircea Fechet (dal 5 novembre 2020)             |                                         | PNL     |
| Ministro dei trasporti, delle infrastrutture e delle comunicazioni |                                                 | Lucian Bode                             | PNL     |
| Ministro della giustizia                                           |                                                 | Cătălin Predoiu                         | PNL     |
| Ministro dell'agricoltura e dello sviluppo rurale                  |                                                 | Adrian Oros                             | PNL     |
| Ministro della salute                                              |                                                 | Victor Costache (fino al 26 marzo 2020) | PNL     |
| Ministro della salute                                              | Nelu Tătaru (dal 26 marzo 2020)                 |                                         | PNL     |
| Ministro della cultura                                             |                                                 | Bogdan Gheorghiu                        | PNL     |
| Ministro della gioventù e dello sport                              |                                                 | Ionuț Stroe                             | PNL     |
| Ministro dei fondi europei                                         |                                                 | Ioan Marcel Boloș                       | PNL     |